# Die Thomaner
Die Thomaner – Herz und Mund und Tat und Leben ist ein deutscher Dokumentarfilm von Paul Smaczny und Günter Atteln, der anlässlich des 800-jährigen Bestehens des Leipziger Thomanerchors im Jahr 2012 entstanden ist. Beleuchtet werden in erster Linie Heimweh und Leistungsdruck ebenso wie Stolz und Freundschaft der Thomaner.
Der Film basiert zu einem großen Teil auf Interviews mit den 9- bis 18-jährigen Sängern, ihren Lehrern und Eltern sowie dem Thomaskantor Georg Christoph Biller. Ein Jahr lang hat das Produktionsteam das Leben als Junge bei den Thomanern während des Schulalltags im Internat, bei Proben und Auftritten begleitet. Im Mittelpunkt stehen dabei immer wieder einige Kinder und Jugendliche, die als Protagonisten besonders hervorgehoben werden.
Die Thomaner feierte im Februar 2012 Premiere und wurde in ausgewählten Kinos gezeigt. Mittlerweile wird er auch im Fernsehen ausgestrahlt und seit September 2012 als DVD vertrieben. Unterstützt wurde die Produktion vom MDR und ARTE.

## Auszeichnung
Rhode Island International Film Festival 2012 Winners – Best Soundtrack //
Nashville Film Festival – Gibson Music Films/Music City Competition

## Kritik
„Komplett ohne eingesprochene Kommentare und Erklärungen, nur mit Äußerungen der jungen Sänger, ihrer Lehrer, der Eltern und von Thomaskantor Georg Christoph Biller wird so die kleine große Welt dieses ruhmreichen Klangkörpers sichtbar. Eine sensible, eine großartige, eine gänsehautnahe Dokumentation.“

„Harter Alltag statt fliegendem Klassenzimmer – Von all dem erfährt man in dem knappe zwei Stunden dauernden Dokumentarfilm ‚Die Thomaner – Herz und Mund und Tat und Leben‘, den Paul Smaczny und Günter Atteln nun pünktlich zum Jubiläum herausbringen, so gut wie nichts – dafür gewährt er jedoch einen anrührenden Einblick in den Alltag der Thomaner von heute.“